# Jean-Pierre Serre
Jean-Pierre Serre (Bages, 15 de setembro de 1926) é um matemático francês.
Especialista nos campos da geometria algébrica, teoria dos números e topologia, recebeu numerosos prêmios e honras pela sua pesquisa em matemática e exposição pública, incluindo a Medalha Fields em 1954, Prêmio Wolf em 2000 e o primeiro Prêmio Abel em 2003.